# Letiště Hosín
Letiště Hosín (ICAO: LKHS) je veřejné vnitrostátní letiště nacházející se 1 kilometr od centra obce Hosín a 7 km od Českých Budějovic v Jihočeském kraji. V současnosti slouží především pro rekreaci – bezmotorové, motorové létání a parašutismus. Provozovatelem je Aeroklub České Budějovice. Nachází se zde 2 runwaye (jedna asfaltová), hangár, ubytování, restaurace a řídící věž. 
Letiště bylo založeno v 50. letech 20. století jako civilní aeroklubová náhrada za letiště České Budějovice–Planá, které zabrala pro vojenské účely Československá armáda.  Prvním náčelníkem Aeroklubu České Budějovice byl vojenský pilot Jaroslav Kamarýt (1900–1978), který byl iniciátorem založení letiště.
Působil zde také akrobatický letec, dvojnásobný mistr světa Petr Jirmus.